# 博洛尼亚储蓄银行宫
博洛尼亚储蓄银行宫（Palazzo di Residenza della Cassa di Risparmio di Bologna）是一座19世纪的宫殿，是新文艺复兴建筑。位于意大利艾米利亚-罗马涅大区博洛尼亚的法里尼街（Via Farini）22号。它仍然是博洛尼亚储蓄银行（Cassa di Risparmio in Bologna）的总部。
这座宫殿是由建筑师朱塞佩·门戈尼委托建造的，建于1868-1873年，属于多种风格折衷。这座建筑经过了几次重建. 中央庭院覆盖于1955-1956年，以创建一个大型的内部大厅。
美丽的楼梯由马尔佐基、维斯皮尼亚尼和加拉西装饰了大理石。铸铁栏杆由大卫·文图利设计，大理石花瓶由费迪南多·阿马多里设计。参与此装饰的其他艺术家包括朱塞佩·罗曼诺利和布鲁诺·博阿里。
聚会厅百人厅（Sala dei Cento）装饰有路易吉·萨莫吉亚的壁画，斑点深色核桃家具由雕刻家卡洛弗拉博尼。内部的油画属于尼古拉·贝尔图齐、卡洛·洛迪、安东尼奥·贝卡代利、彼得罗·罗帕、贝尔纳多·米诺齐、埃尔科莱·德雷、洛伦佐·帕西内利、乔瓦尼·罗曼尼奥利、盖尔奇诺、朱塞佩·玛丽亚·克雷斯皮、安尼巴莱·卡拉奇、多纳托·克雷蒂、安东尼奥·巴索利、彼得罗·波皮和佩拉吉奥·帕拉吉。
44°29′30″N 11°20′43″E / 44.4917°N 11.3453°E